# Hewitsonia boisduvalii
Hewitsonia boisduvalii är en fjärilsart som beskrevs av William Chapman Hewitson 1869. Hewitsonia boisduvalii ingår i släktet Hewitsonia och familjen juvelvingar. Inga underarter finns listade i Catalogue of Life.

## Bildgalleri

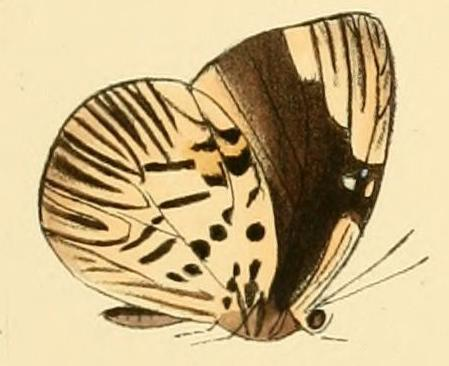
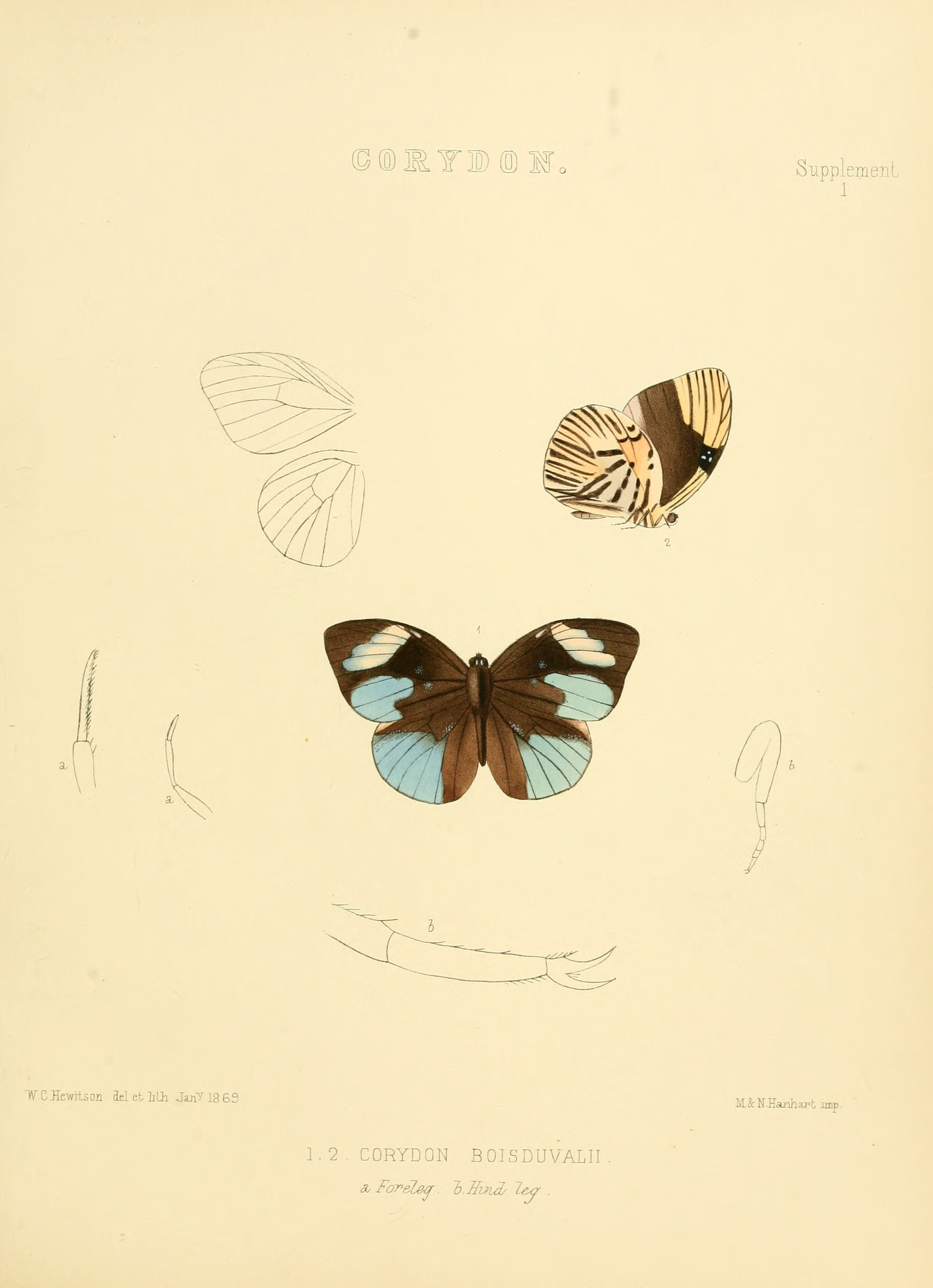
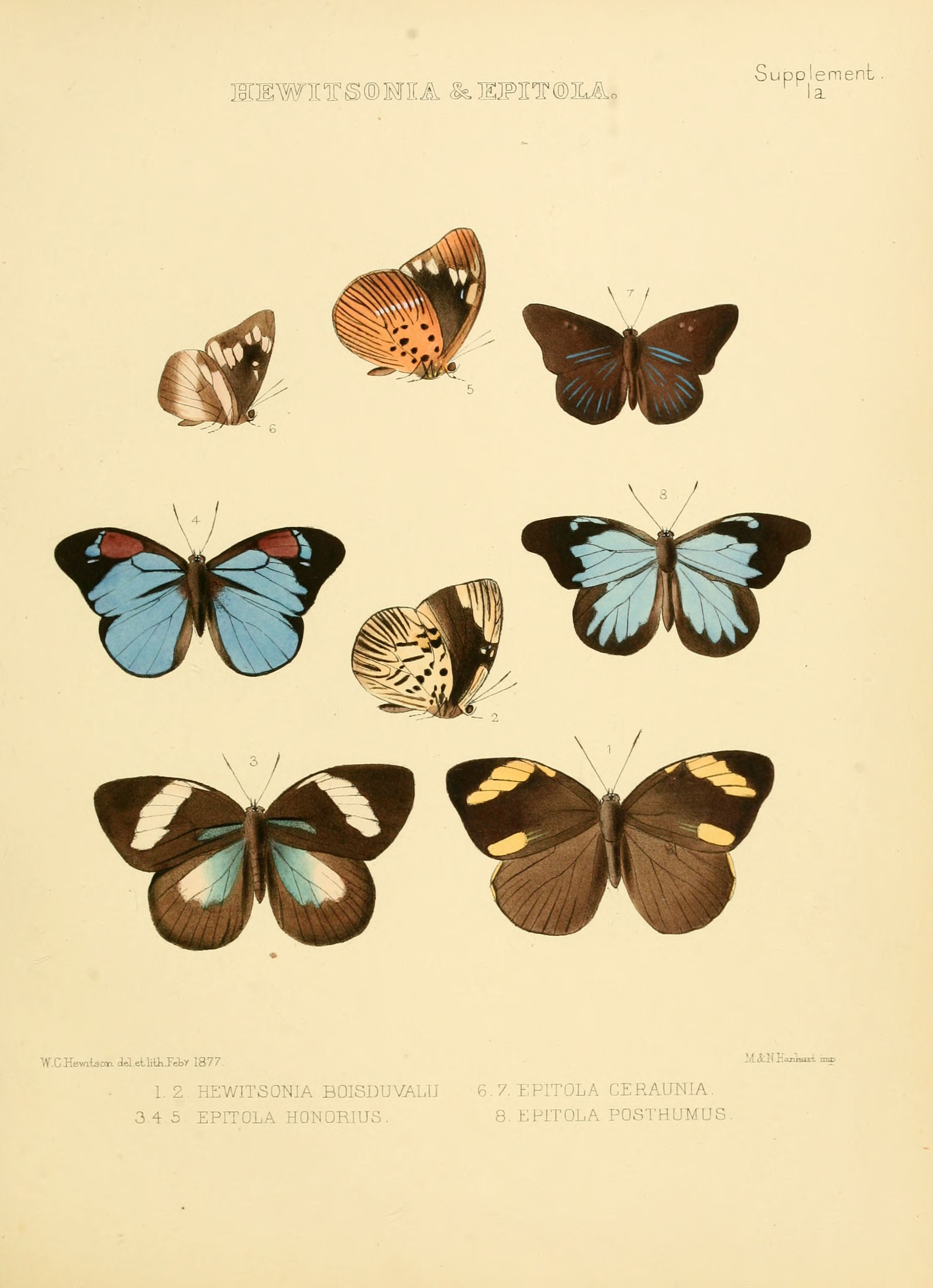